# Mulher Invisível (Marvel Comics)
A Mulher Invisível, alter-ego de Susan "Sue" Richards, é uma super-heroína de histórias em quadrinhos da editora Marvel Comics. Quando foi criada e durante vários anos chamou-se Garota Invisível. No filme do Quarteto Fantástico de 2005, foi interpretada por Jessica Alba e no de 2015, por Kate Mara. No de 2025, foi interpretada por Vanessa Kirby.
Como namorada e posteriormente esposa de Reed Richards e irmã de Johnny Storm, foi fundamental em persuadir o piloto Ben Grimm a unir-se a eles numa perigosa missão espacial, que acabou por expô-los a quantidades enormes de radiação cosmica. Como consequência, ganharam poderes superhumanos. Susan obteve a habilidade de tornar-se invisível. Infelizmente, este poder sozinho provou ser relativamente de pouco uso em suas missões, especialmente em comparação às habilidades mais agressivas do resto do grupo. Mais tarde seus criadores, Stan Lee e Jack Kirby, desenvolveram um pouco mais os dons da Mulher Invisível.
No entanto, Sue Richards continuava em posição desfavorável dentro do grupo, e continuou assim até que o roteirista e desenhista John Byrne assumiu o título na década de 1980. A partir de suas histórias, Susan aprendeu a utilizar melhor seus poderes, como deixar pessoas ou objetos invisíveis. Seus campos de força quase indestrutíveis podem suportar impactos de força de níveis astronômicos. Pode variar a textura, densidade,e a extensão de seus campos de força, eles podem ser altamente rígidos ou tão macios quanto uma pluma. Em casos raros, ataques utilizando seus campos de força podem lhe causar dor mental ou física. Sue pode dar qualquer forma aos seus campos, como barreiras, colunas, cones, cilindros, dardos, discos, esferas, plataformas e bastões. Dando a forma a um de seus campos de força dentro de um objeto e expandindo o campo, Sue faz com que seu alvo exploda. Pode voar criando campos de força suficientemente fortes para se sustentar no ar. Foi John Byrne também que mudou seu nome de Garota Invisível para Mulher Invisível.

## Poderes e habilidades
Sue é uma das heroínas mais poderosas da Marvel, tendo um leque de possibilidades com os seus poderes que podem tornar qualquer coisa total ou parcialmente invisível de acordo com sua vontade e necessidade. Ela também pode tornar as outras pessoas ou objetos invisíveis. Ela realiza proezas com estes poderes: mentalmente dobra todos os comprimentos de onda da luz nas imediações ou em torno de si e do o alvo em questão, e de certa forma, ela faz isso sem causar qualquer distorção ou efeitos visíveis; ela também dirige alguma luz suficiente para não distorcer os seus olhos para reter a sua gama completa de visão ao mesmo tempo invisível. Sue mentalmente também pode gerar um campo de força pisciônico, aparentemente invisível traçada a partir de hiperespaço, que ela manipula para uma série de efeitos. Mas comumente, Sue gera campos de força invisíveis quase indestrutíveis em torno de si mesma ou de outros alvos.
Apesar de invisibilidade ser homônimo seu poder, ela também tem a habilidade psiônica para manipular a energia cósmica ambiente para produzir a campos de força psiônicos em formas relativamente simples (planos retangulares, globos, cilindros, cones, cúpulas, etc) e até mesmo formas complexas, a partir de sua imaginação. Ela pode gerar e mentalmente projetar objetos de força tremenda, que ela manipula para uma variedade de efeitos. Os campos são capazes de repelir objetos sólidos, líquidos, gases, sons, telepatia e telecinese. Ela pode Gerar esses campos uma uma distância de várias centenas de metros. Nunca foi especificado se seus campos estão relacionados com a gravidade, eletromagnetismo, ou alguma outra força fundamental, mas Nathaniel Richards teorizou que vieram do hiperespaço. Pode ser o caso que a invisibilidade e seus campos de força são dois aspectos do mesmo poder, embora a forma precisa em que estes aspectos estão relacionados não é clara.
Ela pode gerar campos de força tão pequenos como uma bola de gude ou tão grandes quanto trinta metros de diâmetro, e suas projeções ocas, tais como cúpulas podem estender-se até vários quilómetros de área. Ao formar um de seus campos de força dentro de um objeto e expandindo o campo, Sue pode causar a explosão do objeto. Ela também pode simular telecinese, projetando sua energia em um feixe de sua mão que se conecta ao objeto ou vítima, e pode manipular o campo para movê-lo.
Ela também pode viajar em cima de construções criadas com seus escudos, como rampas, escadas, escorregadores, discos e colunas, permitindo-lhe simular algo aproximado a levitação ou vôo. Ela é capaz de gerar e manipular campos de força simultaneamente. Este poder é limitado apenas pela sua concentração, uma vez que ela pára de se concentrar em um campo, ele imediatamente deixa de existir.
Ela também é capaz de fazer formas que captam a luz ambiente para usar como lanterna. Os campos cinéticos criados por ela possuem uma mistura de telecinese.
Susan é uma combatente competente na luta corpo a corpo, tendo sido treinada por Punho de Ferro e de ter recebido treinamento adicional do Coisa e da Mulher-Hulk. Segunda no comando do grupo, atua como líder na ausência do Sr. Fantástico.

## Versão Ultimate
Ganhou seus poderes quando Reed e Victor construíram uma máquina de teletransporte para mandar uma maçã à Zona-N (Universo Paralelo). No dia em que a dupla vai realizar mais testes, eles convidam Ben Grimm, Sue Storm e Johnny Storm, mas tudo sai errado e os cinco ganham poderes extraordinários.

## Em outras mídias

Jessica Alba interpreta a personagem no filme Quarteto Fantástico, de 2005.

### Animações
Sue é parte dos desenhos do Quarteto Os Quatro Fantásticos, Quarteto Fantástico (1978), Quarteto Fantástico (1994) e Quarteto Fantástico: Os Maiores Heróis da Terra. Também apareceu junto do Quarteto nos desenhos Spider-Man: The Animated Series, Esquadrão de Heróis e Hulk and the Agents of S.M.A.S.H. .

### Filmes
No filme nunca lançado de 1994, a Mulher Invísivel é interpretada por Rebecca Staab.
Em 2005 e 2007 foi interpretada por Jessica Alba nos filmes Quarteto Fantástico e Quarteto Fantástico e o Surfista Prateado. No primeiro filme, Susan ganha seus poderes em um tempestade cósmica junto com o resto do grupo, durante uma viagem ao espaço. A  princípio, ainda não consegue controlar seus campos de força e invisibilidade e isso vai progredindo durante o filme. No segundo filme, Susan consegue criar campos de força embaixo de seus pés criando uma espécie de "chão de energia", e também projetá-los em volta de seus inimigos fazendo com que levitem.
Em 2015, foi interpretada pela atriz Kate Mara em um reboot do Quarteto Fantástico nos cinemas.
Em 2024, foi anunciado que a atriz britânica Vanessa Kirby interpretará a heroína no novo filme do Quarteto Fantástico (The Fantastic Four).

### Videogames
Sempre que o Quarteto Fantástico é jogável nos games da Marvel, a Mulher Invisível está presente. Jogos incluem Marvel: Ultimate Alliance e sua continuação, Super Hero Squad Online, Lego Marvel Super Heroes, Marvel Universe Online, Marvel: Future Fight, Contest of Champions, Marvel Puzzle Quest, e Marvel Strike Force. Também apareceu em dois jogos do Quarteto, um para PlayStation de 1997, e dois baseados nos filmes de 2005 e 2007 para várias plataformas.